# Michael Carowsky

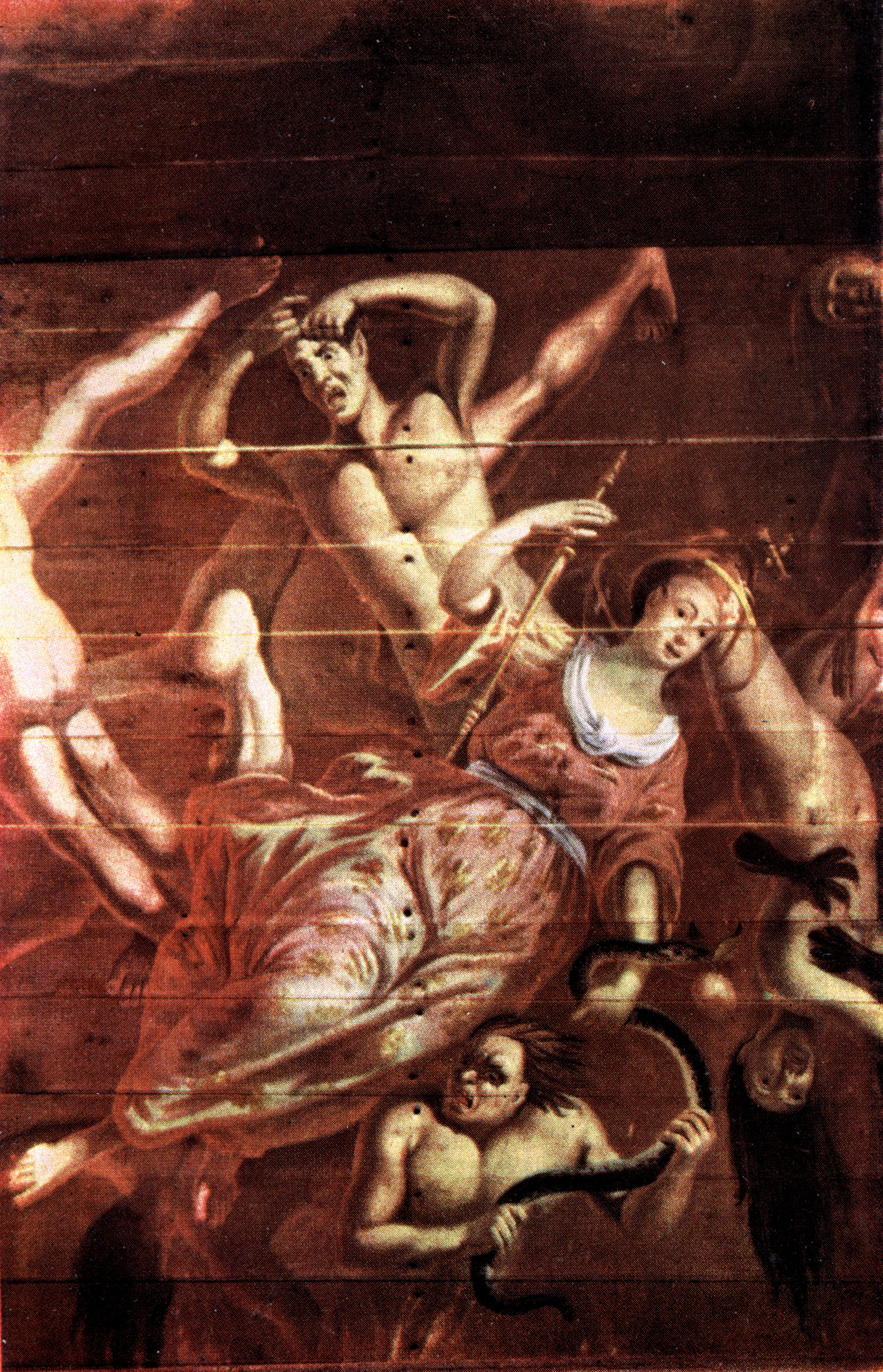
Takmålning i Örgyte gamla kyrka

Michael Carowsky, född 1707 i Danzig, död 1745 i Göteborg, var en svensk kyrkomålare. 

## Biografi
Carowsky flyttade från Danzig till Göteborg där han blev lärling hos Johan Ross, mästare viud Göteborgs Målareämbete. Han blev själv målarmästare 1742 och mästararbete bestod av målningar i Stora rådhussalen i Göteborg. Han var från 1744 gift med målaren Maria Carowsky (1723-1793), Johan Ross den äldres dotter och far till blivande porträttmålaren Christina Elisabeth Carowsky. Han avled redan 1745 och hans änka drev verkstaden vidare.

## Verk
- 1741 Örgryte gamla kyrka. Takmålningar utförda tillsammans med svärfadern Johan Ross. Bevarat.
- 1745 Borgviks kyrka. Takmålningar. Bevarat.